# Stanisław Mach
Stanisław Franciszek Mach (ur. 22 kwietnia 1938 w Przychodach) – polski inżynier i polityk. W latach 1977–1980 minister przemysłu lekkiego, w latach 1980–1981 wiceprezes Rady Ministrów, poseł na Sejm PRL VII kadencji.

## Życiorys
Syn Wincentego i Anny. W 1968 ukończył studia na Wydziale Inżynieryjno-Ekonomicznym Politechniki Szczecińskiej. Należał do Związku Młodzieży Socjalistycznej. W latach 1957–1960 pracował w Hucie im. Bolesława Bieruta w Częstochowie. Od 1960 do 1961 był głównym mechanikiem Fabryki Wozów w Sianowie. W 1961 wstąpił do Polskiej Zjednoczonej Partii Robotniczej i został głównym mechanikiem Wojewódzkiego Zjednoczenia Przedsiębiorstw Mechanizacji Rolnictwa w Koszalinie, którym był do 1963. W latach 1963–1968 pełnił funkcję sekretarza oddziału wojewódzkiego Naczelnej Organizacji Technicznej w Koszalinie. Od 1968 do 1971 był kolejno sekretarzem i wiceprzewodniczącym Wojewódzkiej Komisji Związków Zawodowych w Koszalinie, a potem I sekretarzem Komitetu Powiatowego PZPR w Kołobrzegu (do 1972). Od 1972 do 1973 pełnił funkcję przewodniczącego prezydium Wojewódzkiej Rady Narodowej w Koszalinie, a w latach 1973–1975 wojewody koszalińskiego (jednocześnie członka egzekutywy Komitetu Wojewódzkiego PZPR w Koszalinie). Od maja 1975 do grudnia 1977 był przewodniczącym WRN w Słupsku (od czerwca 1975 będąc jednocześnie I sekretarzem tamtejszego KW PZPR).
Od grudnia 1975 do lipca 1981 był zastępcą członka Komitetu Centralnego PZPR. W latach 1976–1980 był posłem na Sejm PRL VII kadencji. Od 17 grudnia 1977 do 8 października 1980 był ministrem przemysłu lekkiego w rządach Piotra Jaroszewicza i Edwarda Babiucha oraz Edwarda Babiucha i Józefa Pińkowskiego. Od 8 października 1980 do 31 października 1981 był wicepremierem w dotychczasowym rządzie, w tym pod przewodnictwem Wojciecha Jaruzelskiego.
W 1982 przeszedł na emeryturę. Od lutego 1985 do października 1990 był wiceprezesem Najwyższej Izby Kontroli, zaś w latach 1988–1990 zasiadał w Radzie Ochrony Pamięci Walk i Męczeństwa.
Otrzymał m.in. Krzyż Kawalerski Orderu Odrodzenia Polski oraz Medal „Za zasługi dla Marynarki Wojennej” (1974).